# Khan Chittenden
Khan Chittenden (Greymouth, 30 luglio 1983) è un attore australiano naturalizzato neozelandese.

## Biografia
Chittenden è nato in Nuova Zelanda e si è trasferito all'età di 11 anni a Perth, nell'Australia occidentale. Si è laureato alla WAAPA (Western Australian Academy of Performing Arts) e ha ottenuto la sua prima parte importante quando venne scelto per interpretare Dean "Edge" Edgely nella serie televisiva Blue Water High. Khan ha girato numerosi spot pubblicitari e ha fatto molto lavoro di doppiaggio per le agenzie con sede in W.A. Brainestorm e DoubleDragon, oltre ad essere apparso in un paio di cortometraggi.
Dopo Blue Water High, Khan ha recitato nella serie TV Dangerous ed nel film indipendente di successo mondiale Il matrimonio è un affare di famiglia. Il successo di questo film gli è valso il suo primo ruolo cinematografico negli Stati Uniti in Endless Bummer. Da allora è anche apparso sul palco del His Majesty's Theatre a Perth per la produzione della Perth Theatre Company di Equus di Peter Shaffer.

## Filmografia

### Cinema
- Three to One, regia di Jeffory Asselin - cortometraggio (2005)
- Caterpillar Wish, regia di Sandra Sciberras (2006)
- Wobbegong, regia di Owen Trevor - cortometraggio (2006)
- Il matrimonio è un affare di famiglia (Clubland), regia di Cherie Nowlan (2007)
- West, regia di Daniel Krige (2007)
- In Her Skin, regia di Simone North (2009)
- Endless Bummer, regia di Sam Pillsbury (2009)
- Loveless, regia di Maziar Lahooti - cortometraggio (2010)
- Needle, regia di John V. Soto (2010)
- Canopy, regia di Aaron Wilson (2013)
- Notes, regia di Josef Ber - cortometraggio (2014)
- Nulla Nulla, regia di Dylan River - cortometraggio (2015)
- Book Week, regia di Heath Davis (2018)
- Little Tornadoes, regia di Aaron Wilson (2020)

### Televisione
- The Gift – serie TV (1997)
- The Alice – serie TV, 1 episodio (2005)
- Blue Water High – serie TV, 27 episodi (2005-2006)
- Dangerous – serie TV, 8 episodi (2007)
- Packed to the Rafters – serie TV, 1 episodio (2008)
- All Saints – serie TV, 1 episodio (2009)
- Sisters of War, regia di Brendan Maher - film TV (2010)
- Devil's Dust – serie TV, 2 episodi (2012)
- Paper Giants: Magazine Wars, regia di Daina Reid – miniserie TV (2013)
- Underbelly – serie TV, 14 episodi (2011-2013)
- Home and Away – serie TV, 4 episodi (2014)
- Parer's War, regia di Alister Grierson - film TV (2014)
- Zombie Therapy – serie TV, 1 episodio (2021)

## Riconoscimenti
- 2007 – AFI Award[7]
  - Nomination Miglior attore in una serie drammatica per Dangerous